# デンドロビウム・クスバートソニー

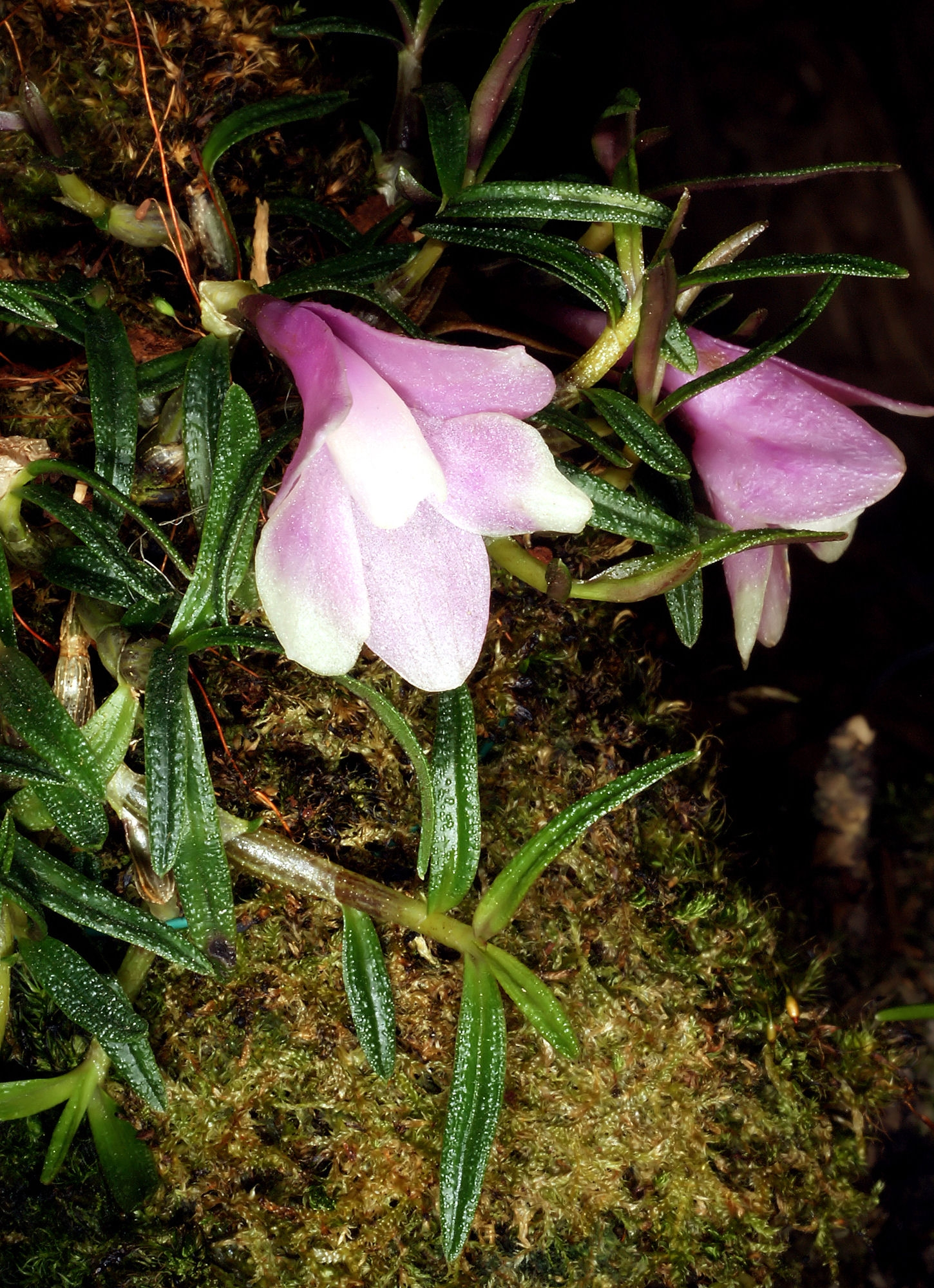
茎の形が見える

デンドロビウム・クスバートソニー Dendrobium cuthbertsonii は、ラン科植物の一つ。この類ではごく小型種に属し、植物体に比べて大きな花を着ける。花色は多様で、また開花期がごく長いことでも知られる。ニューギニア高地に産する。D. sophronites の学名も使われる。

## 特徴
着生植物で常緑性の多年草。茎は長さ1.5cm、幅0.4cmと小さくて紡錘形。葉は茎より長くて長さ2cm、幅0.5cm、表面はざらつき、主脈が窪んでいる。
花は偽鱗茎の先端から1つずつ生じ、長さ3cの花柄の上にあって径3-3.5cmにもなる。唇弁はシャベル状。花色はきわめて変異に富み、白、黄色、桃色、橙、紅、紫など。ツートンカラーになる個体もある。開花期は夏から冬だが、個々の花の寿命が非常に長い。花は3ヶ月以上も咲き続ける。これは受粉の確率がごく低いためではないかとも言われる。

## 分布と生育環境
ニューギニア高地特産。標高2000-3000mの雲霧林の中で、様々な場所に生育している。樹幹に着生するものもあるが、多くはコケに覆われた斜面に生育する。生育地域の月別平均気温は最高温度が22-25℃、最低が10-12℃で年中変化が少なく、湿度は通年80%以上を保っている。

## 利用
洋ランとして栽培される。小柄な植物体に比して花が大きく、非常に花持ちがよい上、花色にバラエティが多く、評価は高い。ただし、いわゆるクールタイプに属し、日本では夏の高温、特に夜間の高温に耐えられず、栽培は難しい。クーラー設備を用いて栽培する例もある。そのため本種との交配種を作り、本種の良さを持ち、より栽培容易な改良品種を作ることも試みられている。